# جائزة البقرة القارئة
جائزة البقرة القارئة (بالألمانية: La Vache qui lit) هي جائزة لكتب الأطفال والشباب، تمنحها مدينة زيورخ السويسرية لأفضل كتب الأطفال. وتسمى أيضا «جائزة كتب الأطفال». وقد أخذ الاسم «البقرة القارئة» من اسم الجبنة الفرنسية الشهيرة «البقرة الضاحكة» La Vache qui rit.
ومن بين الكاتبات الحاصلات على هذه الجائزة: «ميريام بريسلر» و«كورنيليا فونكه» و«مونيكا فيت» و«كريستينه نوستلنغر».